# Paynesville (Australia)
Paynesville – miasto w Australii, w stanie Wiktoria.